# アピア・パーク
アピア・パーク（Apia Park）は、サモアの首都アピアにあるスポーツ複合施設。ラグビーサモア代表（マヌ・サモア、Manu Samoa）の本拠地であり、メイングラウンドは主にラグビーユニオンの試合会場として使用される。

## 施設
観客収容人数12,000人の天然芝スタジアムのほか、体育館、テニスコート、ネットボールのコートがある。

## 歴史
1924年に完成し、初めてのイベントとして8月18日にフィジーとのラグビーの試合が行われた。
2007年、パシフィックゲームズ2007のメイン会場の一つとなり、陸上競技、卓球、バドミントン、ローンボウルズ、7人制ラグビー、タッチラグビーの競技が開催された。
2010年、IRBパシフィックネーションズカップ2010において、全6試合のうち5試合の会場となる。
2015年、オールブラックス（ラグビーニュージーランド代表）との対戦 および コモンウェルス(英連邦)ユースゲームズに備えて、メインスタジアムの改修を行った。
近年のグラウンド状態は良好とは言えず、新たな改修、または新施設建設が検討されている。これとは別に、サモアサッカー連盟（FFS、Football Federation Samoa）はすでに新しいサッカー競技場建設に着手している。